# Амвросий Амбруазович Выбегалло
Амвро́сий Амбруа́зович Выбега́лло — вымышленный персонаж повестей братьев Стругацких «Понедельник начинается в субботу» и «Сказка о Тройке». Сотрудник Научно-исследовательского института Чародейства и Волшебства (НИИЧАВО) (заведующий лабораторией), впоследствии также научный консультант «Тройки по Рационализации и Утилизации Необъяснённых Явлений» (ТПРУНЯ). Доктор наук, профессор.

## Описание персонажа
Выбегалло представляет собой сатирическое изображение распространённого типа политического демагога и лже- или псевдоучёного, функционирующего в официальной научной сфере: предельно невежественного приспособленца от науки, который, несмотря на весьма низкий научный потенциал, уверенно владеет «идеологически правильной» терминологией, умеет создать себе имя в прессе и пользуется популярностью в глазах обывателей и авторов поверхностных газетных статей.
Главным прототипом профессора Выбегалло был, по утверждению авторов, идеолог «мичуринской агробиологии» Трофим Лысенко, второстепенным — писатель-фантаст Александр Казанцев.

Профессор Выбегалло списан со знаменитого некогда академика Лысенко, который всю отечественную биологию поставил на карачки, тридцать с лишним лет занимался глупостями и при этом не только развалил всю нашу биологическую науку, но ещё и вытоптал всё окрест, уничтожив (физически, с помощью НКВД) всех лучших генетиков СССР, начиная с Вавилова. Наш Выбегалло точно такой же демагог, невежда и хам, но до своего прототипа ему далеко-о-о!— Борис Стругацкий
Внешность и поведение профессора Выбегалло утрированно «народны»: у него «седоватая нечистая борода», волосы он стрижёт под горшок, ходит «в валенках, подшитых кожей, в пахучем извозчицком тулупе». Говорит он «на французско-нижегородском диалекте» (все французские фразы в котором позаимствованы из романа Л. Толстого «Война и мир» из речи Анны Павловны Шерер), причём кроме оборотов вроде «компрене ву» (от фр. «Comprenez-vous?» — «Вы понимаете?») в его речи обильно присутствуют просторечные слова «эта» и «значить». Деятельность Выбегалло вызывает сомнения у руководителей института, однако членам ревизионной комиссии профессор предъявляет две справки: о том, что «трое лаборантов его лаборатории ежегодно выезжают работать в подшефный совхоз» и что он сам «некогда был узником царизма».
Сама фамилия Выбегалло, составленная из экзотического для России окончания «-лло», которое встречается в итальянских (Донателло, Уччелло), литовских и малороссийских фамилиях (Гастелло, Гегелло, Довгялло, Забелло, Тропилло и пр.), и корня русского глагола «выбегать», для русского читателя звучит комически (см. также «Пошехонские рассказы» (1886) М. Е. Салтыкова-Щедрина, где среди персонажей есть исправник по фамилии Язвилло) и ассоциируется с понятием «выскочка». Этот эффект усиливается тем, что авторы (устами Романа Ойры-Ойры) рифмуют её с глаголом «забегалло» («Выбегалло забегалло?»), как бы придавая профессору средний род.
Темы исследований Выбегалло, являясь, по существу, псевдонаучными, притягивают интерес поверхностного и не слишком образованного наблюдателя. Так, он создаёт и изучает троякую модель человека — кадавра: «человека, полностью неудовлетворённого», «человека, неудовлетворённого желудочно», «человека, полностью удовлетворённого» обосновывая общественную полезность своих исследований с помощью псевдомарксистской, демагогической риторики:

Главное, чтобы человек был счастлив. Замечаю это в скобках: счастье есть понятие человеческое. А что есть человек, философски говоря? Человек, товарищи, есть хомо сапиенс, который может и хочет. Может, эта, всё, что хочет, а хочет всё, что может. Нес па, товарищи? Ежели он, то есть человек, может всё, что хочет, а хочет всё, что может, то он и есть счастлив. Так мы его и определим. Что мы здесь, товарищи, перед собою имеем? Мы имеем модель. Но эта модель, товарищи, хочет, и это уже хорошо. Так сказать, экселент, эксви, шармант. И ещё, товарищи, вы сами видите, что она может. И это ещё лучше, потому что раз так, то она… он, значить, счастливый. Имеется метафизический переход от несчастья к счастью, и это нас не может удивлять, потому что счастливыми не рождаются, а счастливыми, эта, становятся.

Конкретное содержание данного исследования Выбегалло несёт на себе печать времени: сформулированный в начале 1960-х годов так называемый «Моральный кодекс строителя коммунизма» как раз и предполагал рождение в стране победившего социализма «нового человека», в котором материальные и духовные потребности будут «гармонически сочетаться». Определённые аллюзии в данном исследовании есть и к пирамиде Маслоу, и к лозунгу Т. Д. Лысенко «Всё живое хочет кушать».
Среди других проектов Выбегалло — самонадевающиеся ботинки (которые стоили дороже мотоцикла и боялись пыли и сырости), самовыдёргивающе-самоукладывающаяся в грузовики морковь, выведение путём перевоспитания самонадевающегося на рыболовный крючок дождевого червя и так далее.
Антагонистами профессора Выбегалло в повестях дилогии о НИИЧАВО выступают молодые учёные-энтузиасты института: Александр Привалов, Виктор Корнеев, Роман Ойра-Ойра и другие.
Следует также заметить, что ироническая критика Выбегалло устами авторов достаточно хорошо согласуется с официальными советскими идеологическими установками того времени: развенчание «потребительства», «мещанства» и так далее.

## Персонаж в массовой культуре
В современной публицистике имя Выбегалло стало нарицательным и часто используется для обозначения невежественного псевдоучёного-демагога.
В 2016 году А. А. Выбегалло стал одним из трёх первых Почётных академиков ВРАЛ (вымышленной «ВРунической Академии Лженаук»), будучи удостоен (виртуально) антипремии «за выдающийся вклад в развитие и распространение лженауки и псевдонауки» — вкупе со своим прототипом Т. Д. Лысенко и с Джуной, награждёнными посмертно.